# Przecznia
Przecznia [pronunciación en polaco: /ˈpʂɛt͡ʂɲa/] es un pueblo en el distrito administrativo de Gmina Zelów, dentro del condado de Bełchatów, voivodato de Łódź, en el centro de Polonia. Se encuentra a unos 8 kilómetros suroeste de Zelów, 19 kilómetros al oeste de Bełchatów, y 46 kilómetros suroeste de la capital regional Łódź.